# 1213
Évszázadok: 12. század – 13. század – 14. század
Évtizedek: 1160-as évek – 1170-es évek – 1180-as évek – 1190-es évek – 1200-as évek – 1210-es évek – 1220-as évek – 1230-as évek – 1240-es évek – 1250-es évek – 1260-as évek
Évek: 1208 – 1209 – 1210 – 1211 –  1212 – 1213 – 1214 – 1215 – 1216 – 1217 – 1218

## Események

### Határozott dátumú események
- szeptember 17. – I. Jakab aragóniai király trónra lépése (1276-ig uralkodik).
- szeptember 28. – A lázadó magyar főurak, Györe fia Péter csanádi ispán és Bánk bán vezetésével összeesküvést szőnek, és a pilisi erdőben meggyilkolják Gertrúd királynét, II. András király feleségét.[1] (A megtorlás elmaradt, Gertrúd királyné haláláért egyedül Péter ispán fizetett az életével.)[2]

### Határozatlan dátumú események
- szeptember – II. András megkezdi galíciai hadjáratát.
- október – II. András határozott intézkedéseket hoz a feudális anarchia lecsillapítására. Az összeesküvők vezetőit kivégezteti, fiát Béla herceget ifjabb királlyá koronázzák.
- Dzsingisz kán serege eljut a kínai nagy falig.
- Kolozsvár első írásos említése (castrum Clus).[3]
- I. (Földnélküli) János angol király követeket küld a marokkói emírhez, hogy a segítségével magát és országát áttérítse az iszlám hitre, ám az emír nem veszi komolyan.

## Halálozások
- I. Tamar grúz királynő (* 1160)
- szeptember 13. – II. Péter aragóniai király (* 1176)
- szeptember 28. – Gertrúd királyné, II. András király felesége (* 1185)